# ريتشارد ك. ديلون
ريتشارد ك. ديلون (بالإنجليزية: Richard Charles Dillon)‏ هو سياسي أمريكي، ولد في 24 يونيو 1877 في سانت لويس في الولايات المتحدة، وتوفي في 5 يناير 1966 في إنسينو في الولايات المتحدة. نشط حزبياً في الحزب الجمهوري. وقد انتخب عضو مجلس ولاية نيومكسيكو وانتخب حاكم نيومكسيكو ‏ (1927 – 1931).